# Миљевићи (Источно Ново Сарајево)
Миљевићи су насељено мјесто и мјесна заједница у општини Источно Ново Сарајево, град Источно Сарајево, Република Српска, БиХ. Према попису становништва из 1991. у насељу је живјело 1.045 становника.

## Култура
У Миљевићима се налази храм Српске православне цркве посвећен Светом великомученику Георгију и војничко гробље.

## Становништво
Према попису становништва из 1991. године, мјесто је имало 1.045 становника.